# František Benda (kněz)
František Benda (18. srpna 1900, Panenský Týnec – 13. června 1984, Roudnice nad Labem), učitel náboženství a farář Církve československé husitské.

## Život
Po vstupu do Církve československé husitské na přelomu let 1925/1926 postupně působil na školách v Roudnici nad Labem (1927–1928), Zábřehu nad Odrou (1928–1930) a Německém Brodě (1930–1931) jako učitel náboženství. V roce 1926 začal studovat na Husově československé evangelické fakultě bohoslovecké v Praze. Studia dokončil na Vysoké škole bohovědné Církve československé absolvováním první odborné zkoušky bohoslovecké v roce 1933. Na kněze byl vysvěcen 29. června 1933. Krátce nato byl ustanoven pomocným duchovním v Chebu. Dne 15. srpna 1933 uzavřel sňatek s Jiřinou, rozenou Veselou. Společně od roku 1944 vychovávali nevlastní dceru Světlušku a později ještě Evu, která se stala duchovní Církve československé. Po ročním působení v Chebu byl přeložen do Vlašimi.
Po atentátu na zastupujícího říšského protektora Reinharda Heydricha byl František Benda 2. června 1942 zatčen gestapem a uvězněn v Táboře. Důvodem byla jeho pohřební promluva nad hrobem bratra Černého, obchodníka z Dolních Kralovic, při které použil citát T. G. Masaryka, za což byl udán místními fašisty. Bendova vlastenecká kázání, při kterých povzbuzoval věřící k vytrvalosti a houževnatému odporu proti nacistickým okupantům, byla vyšetřovateli zpočátku vyhodnocena jako schvalování atentátu. Během věznění mu bylo komisaři gestapa Karlem Müllerem a Janem Weberem vyhrožováno zastřelením. Nakonec byl po uzavření vyšetřování a po intervencích převezen do krajské věznice v Táboře a 9. června 1942 propuštěn. Dne 26. července 1942 vykonal ve Vlašimi poslední bohoslužby a z nařízení oberlandratu v Táboře se musel ihned z Vlašimi odstěhovat. Zákaz pobytu se vztahoval na 11 politických okresů. Farář se navíc musel ve svém novém působišti pravidelně hlásit.
Od 1. srpna 1942 byl diecézní radou přeložen do Hostivice. V roce 1944 ho na vlastní žádost přijala do svých služeb východočeská diecéze. Byl ustanoven farářem v Dolním Bousově, kde si vyměnil místo s farářem Vladimírem Průšou. V bojích při povstání českého lidu v květnu 1945 pomáhal jako zdravotník u Prodašic, Ledců a Ujkovic raněným povstalcům. Krátce byl zajat a držen jako rukojmí, dokud německá jednotka bezpečně neopustila Dolní Bousov.
Již za první republiky byl členem Československé strany národně socialistické, jejíž příslušníci byli významně zastoupeni v Církvi československé. Nepatřil sice k stranickým funkcionářům, ale názorově se rozcházel s nově nastolenými pořádky, které byly v Československu zaváděny po komunistickém převratu v únoru 1948. Turbulentní období února 1948 prožíval v Červeném Kostelci, kam byl přeložen v březnu 1946. Své názory se nebál prezentovat veřejně, a tak již v březnu 1948 rozhodl Okresní akční výbor pro školství a osvětu v Náchodě zprostit jej vyučování československého náboženství ve všech národních školách náchodského okresu. V odůvodnění stálo, že neprojevil dostatečné pochopení pro nové lidově demokratické uspořádání státu. Vedení diecéze v Hradci Králové na výše zmíněný přípis reagovalo farářovým přeložením do Chocně. Rovněž v novém působišti se František Benda dostával do sporů s představiteli komunistického režimu. Přestože jeho služba byla vedením diecéze hodnocena vesměs kladně, jak dokládají i zápisy z vizitačních návštěv, byl mu z politických důvodů církevním referátem při Odboru pro školství a kulturu Krajského národního výboru v Pardubicích k 1. říjnu 1958 odebrán státní souhlas pro výkon duchovenské služby. Nadřízenými mu bylo doporučeno, aby ihned zahájil jednání o možnosti přeložení do invalidního důchodu, neboť s ním budou muset k 1. říjnu 1958 rozvázat pracovní poměr bez výpovědi. Do služeb církve se již nevrátil. Přesto nadále s církví žil. Poslední léta, již vážně nemocen, prožil v Roudnici nad Labem.